# Соломон Рисинський
Соломо́н Риси́нський (біл. Салямон Рысінскі, лат. Solomonis Risinius (Pantherus); нар.~1560, с. Рисин Полоцького воєводства Великого князівства Литовського, нині Себезький район Псковської області Росії — 13 листопада 1625, Делятичі, Любчанська волость, тепер Новогрудський район) — поет-латиніст, філолог, фольклорист-пареміолог. Перша відома людина, яка назвала себе «білорусом» (лат. Leucorussus), а свою країну «Білоруссю» (лат. Leucorossia).

## Біографія
За Є. Порецьким і Ю. Крижановським, С. Рисинський народився в с. Рисин на Полоччині, але, посилаючись на університетські реєстри, де він пишеться «de Cobelinszky» (у Ляйпцигу) і «De Kobilinki» (у Базелі), Г. Люлевич вважає місцем народження письменника село з назвою Кобильники (або Кобильник) на Вітебщині.
Син дрібного шляхтича Федора Рисинського. Одержав добру початкову освіту (вдома і, можливо, в одній із протестантських шкіл ВКЛ). Знав церковнослов'янську мову. Достеменно відомо, що продовжив освіту в Ляйпцизькому університеті, куди приїхав 25 серпня 1582 разом з лікарем Яном Гаслером, колишнім учителем полоцького воєводи К. М. Дорогостайського. В 1584 році був домашнім учителем у Жмудській землі (як вихователь і вчитель працював і пізніше). 1585 року був у Малій Польщі, де викладав у кальвіністській школі. Не покидав бажання продовжити освіту, у листах прохав перевести його в Краків. Наприкінці того ж року працював приватним викладачем у Войнарові. Листувався з братами Кшиштофом та Станіславом Бучинськими з Ольштина з питань поетичного мистецтва. Радив їм їхати на навчання до Німеччини. Вирушаючи туди, брати Бучинські взяли С. Рисинського з собою.
2 грудня 1585 С. Рисинський зарахований до Альтдорфського університету як «Salamon Pantherus Leucorussus». Навесні 1587 разом з братами Бучинськими влаштував подорож придунайськими місцевостями Німеччини, відвідавши ряд міст: Нюрнберг, Аугсбург, Інгольштадт тощо. За неповні три роки навчання в Альтдорфі значно поглибив свої знання в галузі класичної філософії. Потоваришував із Конрадом Рітерсгаузеном, пізніше відомим поетом і юристом. У 1588–1589 роках підготував разом з ним критичний аналіз і коментарі до творів римського поета Авсонія.
У другій половині 1589 залишив Альтдорф, щоб супроводжувати у Прагу К. Рітерсгаузена. Ймовірно, опісля знову працював учителем у Малій Польщі. Припускають, що в 1594–1596 перебував у Лейдені. Близько 1596 року опинився на службі у князя К. Радзивілла «Перуна» як педагог його сина Кшиштофа. Вихователем дітей працював і при дворі Радзивіллів у Вільні, Койданові і Воложині в наступні роки.
1601 року супроводжував свого вихованця Кшиштофа, коли той виїхав навчатися за кордон. Влітку того самого року записався в студенти Ляйпцизького університету. У червні 1602 вони були вже в Гайдельберзі, звідки на початку 1603 подалися у Базель. Схоже, що письменник взяв участь у подальшому подорожуванні Європою.
Повернувся на батьківщину на початку 1604. На початку XVII ст. активно долучився до релігійного життя білоруських протестантів. Брав участь в організації протестантської школи в Слуцьку, для якої написав статут. Брав участь у роботі синодів 1609—1612 і 1617—1620 років, на яких захищав інтереси свого патрона, займав високі посади в кальвіністській громаді. Вважався знавцем історії кальвінізму у  ВКЛ. 1609 року йому було доручено виправити і доповнити краківський канціонал, для якого він зробив новий переклад деяких псалмів і видав його в Любчі 1614 року. Працював також над кальвіністським катехизисом. З 1620 року займався вихованням сина К. Радзивілла «Перуна» Януша, який навчався у кальвіністській школі у Вільні.
У жовтні 1625, будучи при дворі дружини К. Радзивілла — Анни, несподівано захворів і через кілька днів помер «від апоплексії, поєднаної з епілепсією». Похований при кальвіністській кірсі у Любчі.